# Tratamento (cinema)
Tratamento, em cinema, é um pequeno texto em prosa, que vem antes do primeiro rascunho de um roteiro para um filme, programa de televisão ou rádio. É geralmente maior que a sinopse, e pode incluir detalhes do estilo de direção. É lido como um conto, porém é escrito no presente, descrevendo eventos assim que eles ocorrem.